# Holmfirth
Holmfirth is een plaats in het bestuurlijke gebied Kirklees, in het Engelse graafschap West Yorkshire. De plaats telt 17.970 inwoners.